# Fehérhátú ölyv
A fehérhátú ölyv  (Buteo leucorrhous) a madarak osztályának vágómadár-alakúak (Accipitriformes) rendjébe, ezen belül a vágómadárfélék (Accipitridae) családjába tartozó faj.

## Előfordulása
Argentína, Bolívia, Brazília, Kolumbia, Ecuador, Paraguay, Peru és Venezuela területén honos.